# Anahí
Anahí, właśc. Anahí Giovanna Puente Portilla de Velasco (ur. 14 maja 1983 w Meksyku) – meksykańska aktorka, piosenkarka, businesswoman. W latach 2004–2009 członkini jednego z najpopularniejszych zespołów muzycznych Ameryki Łacińskiej, RBD. Znana z roli Míi Colucci w telenoweli Zbuntowani. W latach 2015–2018 pierwsza dama stanu Chiapas.

## Dzieciństwo
Anahí urodziła się w mieście Meksyk jako najmłodsza córka Enrique Puente i Marichello Portilli. Ma starszą siostrę Marichello. Jako dziecko była twarzą marki napojów bezalkoholowych. Nagrała piosenkę „Te doy un besito”, która była emitowana na koniec dziecięcej ramówki na kanale 5 w Meksyku.

### Kariera aktorska
W wieku 2 lat Anahí zaczęła swoją karierę w programie dla dzieci pt. Chiquilladas. Potem zagrała w wielu filmach, takich jak Nacidos para morir czy Habia una vez una estrella. Następnie występowała w wielu telenowelach, w tym Mujer casos de la vida real, Hora Mercada, Vivo por Elena i La Telaraña. W 2002 roku zagrała rolę Jessiki w Clase 406, gdzie pracowała z Dulce Maríą, Alfonso Herrera oraz Christianem Chávezem, z którymi potem tworzyła zespół RBD.
Przed emisją serialu Zbuntowani Anahí wystąpiła w Ángeles sin paraíso z Felipe Colombo. W Zbuntowanych Anahí zagrała rolę Mií Colucci, popularnej dziewczyny z bogatej rodziny. Serial uzyskał dużą popularność na całym świcie i miał liczne wznowienia także w Polsce. W 2009 roku Anahí odrzuciła dwie propozycje ról: pierwszą w styczniu do telenoweli Verano de Amor  Pedro Damiana. Drugą w marcu, gdy zaproponowano jej główną rolę w telenoweli Zaklęta miłość razem z Williamem Levy.

### Kariera muzyczna

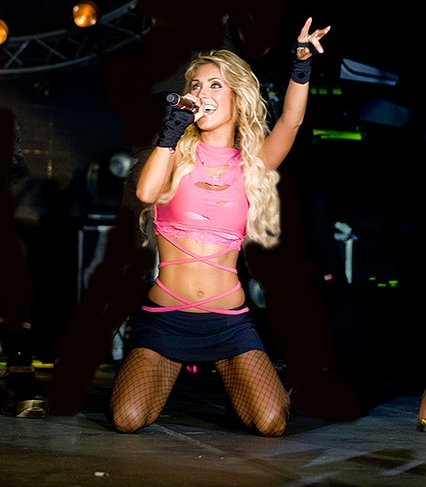
Anahí (2008)

W 1993 roku został wydany jej pierwszy solowy album nazwany Anahí, jednak pierwszym poważnym projektem był album Hoy es manana, wydany w 1996 roku. Singlami z tej płyty były piosenki Descontrolándote oraz Corazón de bombón. W kolejnych latach nagrała dwa kolejne albumy: Anclado en mi corazon oraz Baby Blue.
Sukces telenoweli Zbuntowani rozpoczął etap RBD w jej karierze. Przez cały okres działalności zespołu wydanych zostało 9 albumów studyjnych, w tym albumy w języku hiszpańskim, portugalskim oraz angielskim. Sprzedali ponad 15 mln albumów na całym świecie, i koncertowali prawie na całym świecie, m.in. w Meksyku, Ameryce Łacińskiej, USA, Hiszpanii oraz Europie Wschodniej.
W 2006 roku Anahí wydała reedycję swojej płyty Baby Blue pod nazwą Una Rebelde En Solitario. Oprócz tego zostały wydane dwie reedycje: Antologia oraz Antes de ser rebelde. 15 sierpnia 2008 roku RBD wydało komunikat informujący fanów o rozpadzie zespołu. Ich ostatnią trasą koncertową była trasa Tour del Adiós, która zakończyła się pod koniec 2008 roku w Madrycie. 25 października 2008 Anahí oraz Dulce María nagrały piosenkę zatytułowaną El regalo mas grande wraz z Tizziano Ferro. Pierwszy singiel z nowej płyty zatytułowany Mi Delírio został zaprezentowany na gali Premios Juventud 2009 w Miami. Został wydany w cyfrowej jakości 18 sierpnia 2009. Później odbyło się 10 minikoncertów, nazwanych pocket shows, które były częścią Anahí Promo Tour, aby promować singiel oraz nową płytę. Pierwszy album Mi Delíriozostał wydany 24 listopada 2009 roku. W 2011 roku Anahí nagrała razem z Christianem Chavezem singiel Libertad. Pod koniec 2011 roku piosenkarka nagrała z wielkim meksykańskim artystą – Juanem Gabrielem piosenkę Con tu Amor która pojawiła się razem z płytą z duetami z okazji 50-lecia kariery Juana Gabriela we wrześniu 2012 roku. W kwietniu 2012 roku pojawiła się w studiu z amerykańskim raperem Flo Ridą, gdzie nagrała z nim piosenkę na swoją nową płytę. W listopadzie 2012 roku stworzył Twitcam, gdzie ogłosiła przełożenie wydania swojego albumu, ze względu na ważne zmiany, które zaszły w jej wytwórni EMI. 4 lutego 2013 wydała swój promocyjny singiel Absurda. Później piosenkarka zawiesiła na jakiś czas swoją karierę muzyczną.
26 maja 2015 roku Anahí powróciła do muzyki i wydała swój singiel Están ahí. Piosenka została udostępniona do pobrania w formie cyfrowej w podziękowaniu dla jej fanów. 16 lipca 2015 roku miał swoją premierę jej nowy singiel Rumba, należący do jej nowego albumu studyjnego, który po raz pierwszy został wykonany na Premios Juventud 2015. Singiel powstał we współpracy z portorykańskim piosenkarzem Wisin’em. 27 sierpnia 2015 r. miała miejsce premiera teledysku do singla, wyprodukowanego przez Jessy’ego Terrero i nagranego w Miami. Singiel osiągnął pierwsze miejsce na liście Billboard Tropical Airplay, stając się pierwszym numerem jeden Anahi w Stanach Zjednoczonych.
Pod koniec 2020 r. wraz z Christian Chávez, Christopher von Uckermanna i Maite Perroni powrócili jako RBD dając koncert streamingowy po 12 latach od rozpadu zespołu.

## Życie prywatne
Od 13 roku życia Anahí cierpiała na zaburzenia odżywiania, które doprowadziły do zachorowania na anoreksję. Leczyła się aż w pięciu specjalistycznych ośrodkach, otrzymywała pomoc psychologiczną. W 2001 roku, w krytycznym momencie choroby ważyła 34 kg i trafiła nieprzytomna do szpitala, gdzie miała zapaść serca (serce zatrzymało się na 8 sekund). Lekarzom udało się ją uratować, zaś po wyjściu ze szpitala udała się na dwuletnią terapię i pokonała chorobę. Od tego czasu zaczęła głośno mówić o swojej chorobie w meksykańskich mediach. W 2008 roku została twarzą kampanii fundacji Televisy zapobiegającej bulimii i anoreksji. Ponadto, podczas koncertów RBD zawsze dedykowała utwór Sálvame (pol. Ocal mnie) ofiarom anoreksji.
25 kwietnia 2015 wyszła za mąż za polityka Manuela Velasco, gubernatora stanu Chiapas w latach 2012–2018. We wrześniu 2016 ogłosiła, że spodziewają się pierwszego dziecka, a 17 stycznia 2017 urodziła syna Manuela. 28 października 2019 roku Anahí ogłosiła drugą ciążę, zaś kilka dni później ujawniła, że spodziewa się drugiego syna. 2 lutego 2020 na świat przyszedł ich syn Emiliano.

## Filmografia

### Filmy
- 1989: Había una vez una estrella
- 1991: Nacidos para morir
- 1992: Ayudame compadre
- 1992: El ganador jako Lalo
- 1999: Inesperado amor jako Ana
- 2000: Primer amor... a mil por hora (TV) jako Jovana Luna Guerra

### Seriale
- 1986: La telaraña
- 1988–1993: Chiquilladas
- 1989: Súper ondas
- 1989: Hora Marcada jako Muñeca / Cristina
- 1990: Papá soltero
- 1991: Madres egoístas jako Gabriela (Niña)
- 1991: Muchachitas jako Betty Ortigoza
- 1992: Ángeles sin paraíso jako Claudia
- 1995: Alondra jako Margarita Leblanc
- 1996: Tú y yo jako Melissa Álvarez
- 1997: Mi pequeña traviesa jako Samantha
- 1998: Vivo por Elena jako Talita (odc. 1.1)
- 1998–1999: Daniela i przyjaciele (El diario de Daniela) jako Adela Monroy
- 1999–2000: Mujeres engañadas jako Jessica Duarte
- 2003: Clase 406 jako Jessica Riquelme Brech
- 2004–2006: Zbuntowani (Rebelde) jako Mía Colucci Cáceres
- 2005: La energía de Sonric'slandia jako Mía Colucci Cáceres (odc. Viceversa, Calor en la Central)
- 2007: RBD: La familia jako Annie
- 2011–2012: Podwójne życie Angeliki (Dos Hogares) jako Angélica Estrada Mejía

## Dyskografia

### Z RBD
Albumy studyjne
- 2004: Rebelde
- 2005: Nuestro Amor
- 2006: Celestial
- 2006: Rebels
- 2007: Empezar Desde Cero
- 2009: Para Olvidarte de Mí

### Solowo

#### Albumy studyjne
- 1993: Anahí
- 1996: ¿Hoy Es Mañana?
- 1997: Anclado En Mi Corazón
- 2000: Baby Blue
- 2009: Mi Delirio
- 2016: Inesperado

#### Kompilacje
- 2005: Antología[10]
- 2006: Una Rebelde en Solitario[11]
- 2007: Antes de Ser Rebelde[12]

#### Single
- 1996: „Corazón de Bombón”
- 1996: „Por Volverte A Ver”
- 1996: „Descontrolándote”
- 1997: „Anclado En Mi Corazón”
- 1997: „Escándalo”
- 1997: „Salsa Reggae”
- 2000: „Primer Amor”
- 2001: „Superenamorándome”
- 2001: „Desesperadamente Sola”
- 2001: „Tu Amor Cayó Del Cielo”
- 2009: „Mi Delirio”
- 2010: „Me Hipnotizas”
- 2010: „Quiero” (tylko w Hiszpanii)
- 2010: „Alérgico”
- 2013: „Absurda”
- 2015: „Rumba” (ft. Wisin)
- 2015: „Boom Cha” (ft. Zuzuka Poderosa)
- 2016: „Eres” (ft. Julión Álvarez)
- 2016: „Amnesia”
- 2020: „Latidos”

Gościnnie
- 2009: „El Regalo Más Grande” (Tiziano Ferro ft. Anahí, Dulce María)
- 2011: „Libertad” (Christian Chávez ft. Anahí)
- 2016: „Bailando Sin Salir De Casa” (Matute ft. Anahí)
- 2021: „Nuestro amor” (con Moderatto)
- 2022: „Déjame vivir” (con Juan Gabriel)

## Trasy koncertowe

Logo trasy koncertowej Mi Delirio World Tour

### Z RBD
- 2005–2006: Tour Generación RBD
- 2007: Tour Celestial
- 2008: Empezar Desde Cero Tour
- 2008: Gira Del Adiós World Tour

### Solowo
- 2009: Anahi Promo Tour
- 2009–2010: Mi Delirio World Tour
- 2011: Go Any Go World Tour